# 1 Lupi
1 Lupi, som är stjärnans Flamsteed-beteckning, är en ensam stjärna belägen i den norra delen av stjärnbilden Vargen och har även Bayer-beteckningen i Lupi. Den har en skenbar magnitud på 4,90 och är svagt synlig för blotta ögat där ljusföroreningar ej förekommer. Baserat på parallaxmätning inom Hipparcosuppdraget på ca 1,8 mas, beräknas den befinna sig på ett avstånd på ca 1 800 ljusår (ca 550 parsek) från solen. Den rör sig närmare solen med en heliocentrisk radialhastighet på ca -23 km/s.

## Egenskaper
1 Lupi är en gul till vit superjättestjärna av spektralklass F0 Ib-II, men var tidigare (1978) klassificerad som F1 III. Den har en massa som är ca 6,9 solmassor,  en radie som är ca 41 solradier och utsänder från dess fotosfär ca 2 900 gånger mera energi än solen vid en effektiv temperatur av ca 6 900 K.